# Major League Wrestling
Major League Wrestling (a efectos legales, MLW, LLC.) es una empresa de lucha libre profesional estadounidense fundada en 2002 en Filadelfia, Pensilvania por el exescritor de la WWE Court Bauer antes de que la empresa trasladara sus bases a Nueva York y luego a Florida. La empresa incluyó varios eventos en vivo y grabaciones para un programa de televisión llamado Underground TV que se emitió en Sunshine Network.
El fundador Court Bauer describió el producto de MLW como "la acción más violenta y contundente combinada con historias de vanguardia", también descrita como "Lucha híbrida", una mezcla de estilos de lucha libre. Sin embargo, MLW cerró sus puertas en 2004 debido a la escasez de dinero después de unas pocas salidas de patrocinio.
Bauer reanudó la promoción de eventos en julio de 2017, con un nuevo programa de televisión semanal denominado MLW Fusion que se estrenó en BeIN Sports en abril de 2018.

## Historia

### Formación (2002-2004)
Tras los cierres y adquisiciones de World Championship Wrestling (WCW) y Extreme Championship Wrestling (ECW) por la World Wrestling Federation (WWF, ahora conocida como WWE) en 2001, la empresa se fundó el 16 de junio de 2002, poco después, la empresa tomó tres meses de pausa para mover sus bases desde Filadelfia a Nueva York. MLW se diseñó como una alternativa al entretenimiento deportivo. El fundador Court Bauer describió el producto de MLW como "la acción más violenta y contundente combinada con historias de vanguardia", que era la favorita de los fanáticos de ECW.
En 2003, la promoción trasladó sus bases de forma permanente a Florida y consiguió un acuerdo con Sunshine Network para su serie de televisión llamada Underground TV, que se realizó entre el 7 de abril de 2003 y el 14 de febrero de 2004. Estos programas fueron presentados por Joey Styles y consistió en partidos pregrabados de eventos anteriores. En ese momento, muchos fanáticos especularon que la promoción iba a terminar, debido al estilo de reserva de MLW y rápidamente se adhirieron a la reputación de ser una imitación de ECW y más tarde el Ring of Honor debido a la celebración de shows después de ROH y también a una gran parte de su lista. La promoción también promovió a muchos exluchadores de ECW como Sabu, Terry Funk, Shane Douglas y Steve Corino.
La empresa fue cerrada en marzo de 2004.

### Reformación yMLW Fusion(2017-presente)
En 2017, MLW anunció que una vez más promocionaría los eventos de lucha libre, el primero se llamó "MLW One-Shot" y las entradas saldrán a la venta el 21 de julio de 2017. En el mismo año, MLW anunció que presentaría más espectáculos en Orlando en 2018. Dado el éxito de sus salidas independientes, MLW pudo asegurar un acuerdo de televisión con beIN Sports para un nuevo programa, MLW Fusion, que debutó el 20 de abril de 2018. Su primer episodio fue Pentagón Jr. contra Fénix como el evento principal.
En julio de 2018, MLW continuó su expansión presentando su primer especial de dos horas en beIN Sports, Battle Riot. Además, Major League Wrestling comenzó a presentar contratos como parte de su estrategia de crecimiento, y el ex-Campeón Mundial Peso Pesado de la MLW, Shane Strickland, confirmó que el primer talento firmó un acuerdo a largo plazo con la empresa. En agosto, MLW comenzó un acuerdo de trabajo con la empresa mexicana Lucha Libre AAA Worldwide. El 19 de septiembre, se anunció que MLW firmó otro acuerdo con beIN Sports para emitir MLW Fusion en español.
El 13 de octubre, MLW anunció su segundo especial de dos horas en beIN Sports, Halloween Special. El 18 de octubre, se anunció el anuncio de los fichajes de PCO y Richard Holliday como miembros de tiempo completo de la empresa. También se informó que Court Bauer y varios ejecutivos de MLW viajaban a Mónaco para ir a Sportel, con la intención de hacer un gran impulso internacional.
El 8 de noviembre, MLW realizó una grabación de Fusion, Fightland, en Chicago, en el Cicero Stadium. El propietario, Court Bauer, afirmó que esta fue la asistencia más alta en la historia de MLW, rompiendo el récord de asistencia anterior de 1,536 personas por el evento del 20 de junio de 2003, Hybrid Hell en Florida. No se publicó ningún número oficial, pero el lugar puede albergar hasta 6,000 personas. El 29 de noviembre Bauer anunció que Fusion se emitiría en vivo en bein Sports el 14 de diciembre, un anuncio que había sido objeto de burlas el 22 de noviembre. Esto coincidió con sus grabaciones televisivas de dos días en Miami: Never Say Nunca y hora cero. El episodio en vivo fue una hora de los eventos de la Hora Cero.
El 5 de julio, se anunció que MLW celebraría su primer evento pay-per-view llamado Saturday Night SuperFight que se celebrará el 2 de noviembre en Chicago en el Cicero Stadium.
El 26 de julio, MLW anunció un acuerdo de trabajo con la empresa japonés Pro Wrestling Noah, que incluiría un acuerdo de intercambio de talento y colaboración de contenido entre las dos empresas.

## MLW Radio Network
MLW regresó con un modelo de negocio cambiado en 2011, inicialmente se centró exclusivamente en la producción de contenido de transmisión y digital dentro de la categoría de lucha libre profesional". MLW Radio Network ha experimentado un crecimiento constante y ha logrado estar consistentemente en la parte alta de la lista de pódcast en la categoría de deportes en iTunes. Muchas figuras prominentes de luchas profesionales actualmente aparecen en la Red de Radio MLW, incluidos los exluchadores de WWE y WCW Kevin Sullivan, Jim Duggan y MVP, el exejecutivo de WWE Bruce Prichard, el excomentarista de WCW Tony Schiavone y el expresidente de WCW Eric Bischoff.

## Asociaciones
Aunque es poco frecuente, durante su historia, MLW ha trabajado con otras promociones de lucha libre en esfuerzos de colaboración:
| Año           | Empresa                        |
| ------------- | ------------------------------ |
| 2003-2004     | All Japan Pro Wrestling        |
| 2019-presente | Impact Wrestling               |
| 2019-presente | Pro Wrestling NOAH             |
| 2019          | The Crash                      |
| 2019-2023     | Lucha Libre AAA Worldwide      |
| 2020-presente | Dragon Gate                    |
| 2023-presente | Consejo Mundial de Lucha Libre |

## Campeones actuales
Major League Wrestling posee 5 campeonatos principales activos y 2 desactivados.

## Próximos eventos
En la siguiente tabla, se exponen los eventos actuales de la MLW en curso, a la izquierda el que acaba de ocurrir, en medio el evento en producción, y el derecho el evento por realizarse:

| Predecesor: War Chamber | Battle Riot V 9 de abril de 2023 | Sucesor: Never Say Never |

## Personal de Major League Wrestling

### Plantel de luchadores y otros

#### Luchadores

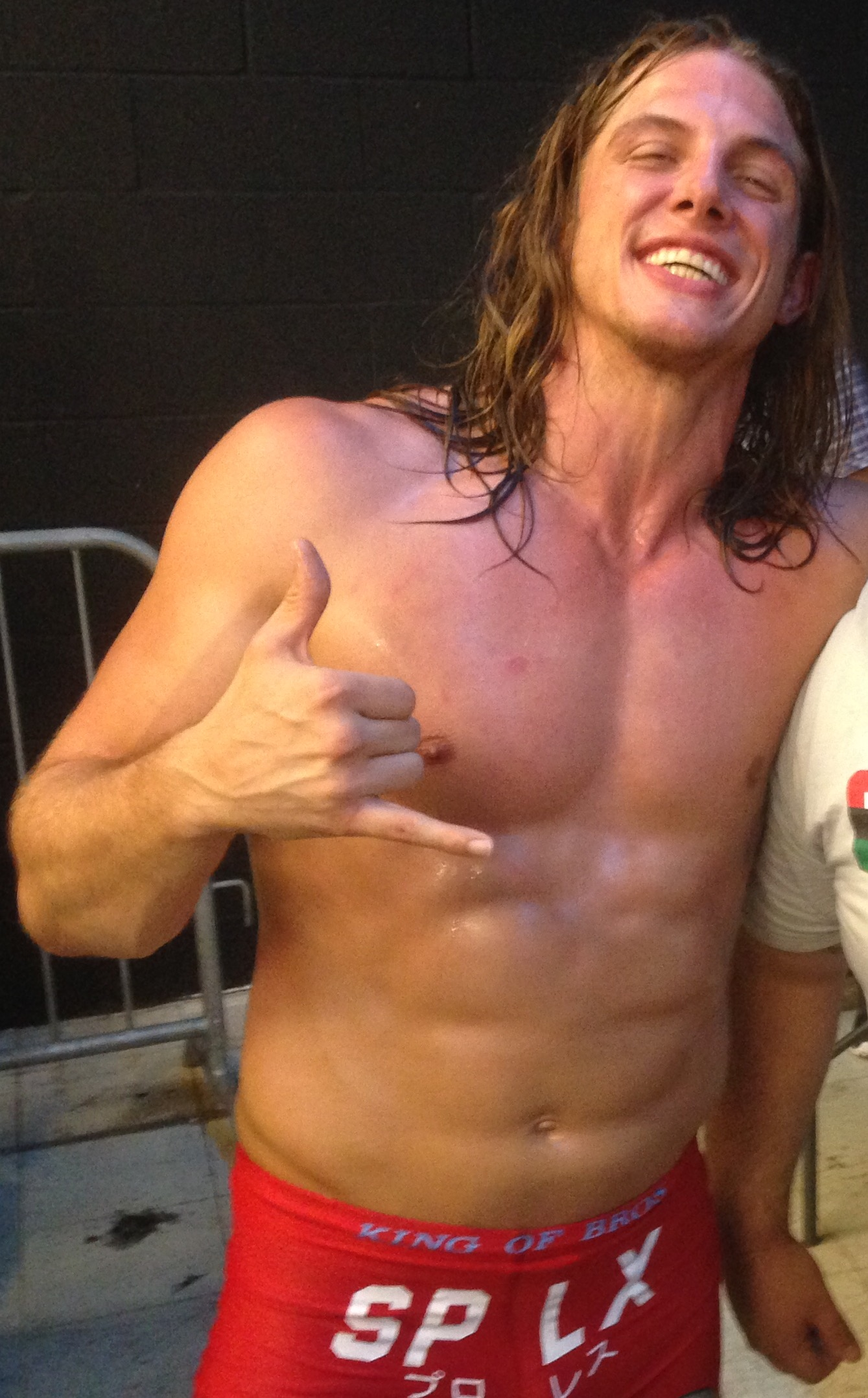
Matt Riddle

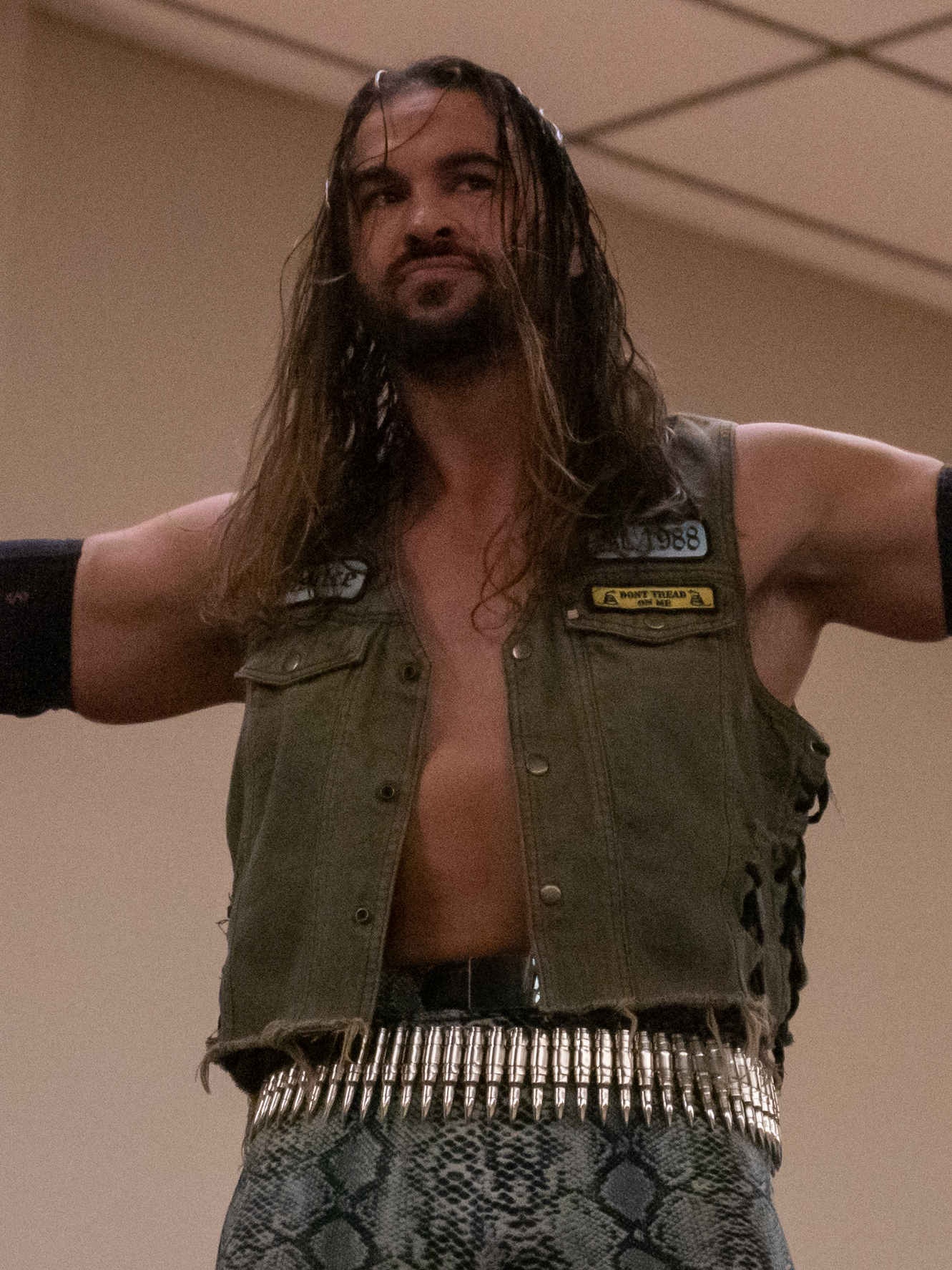
Matthew Justice

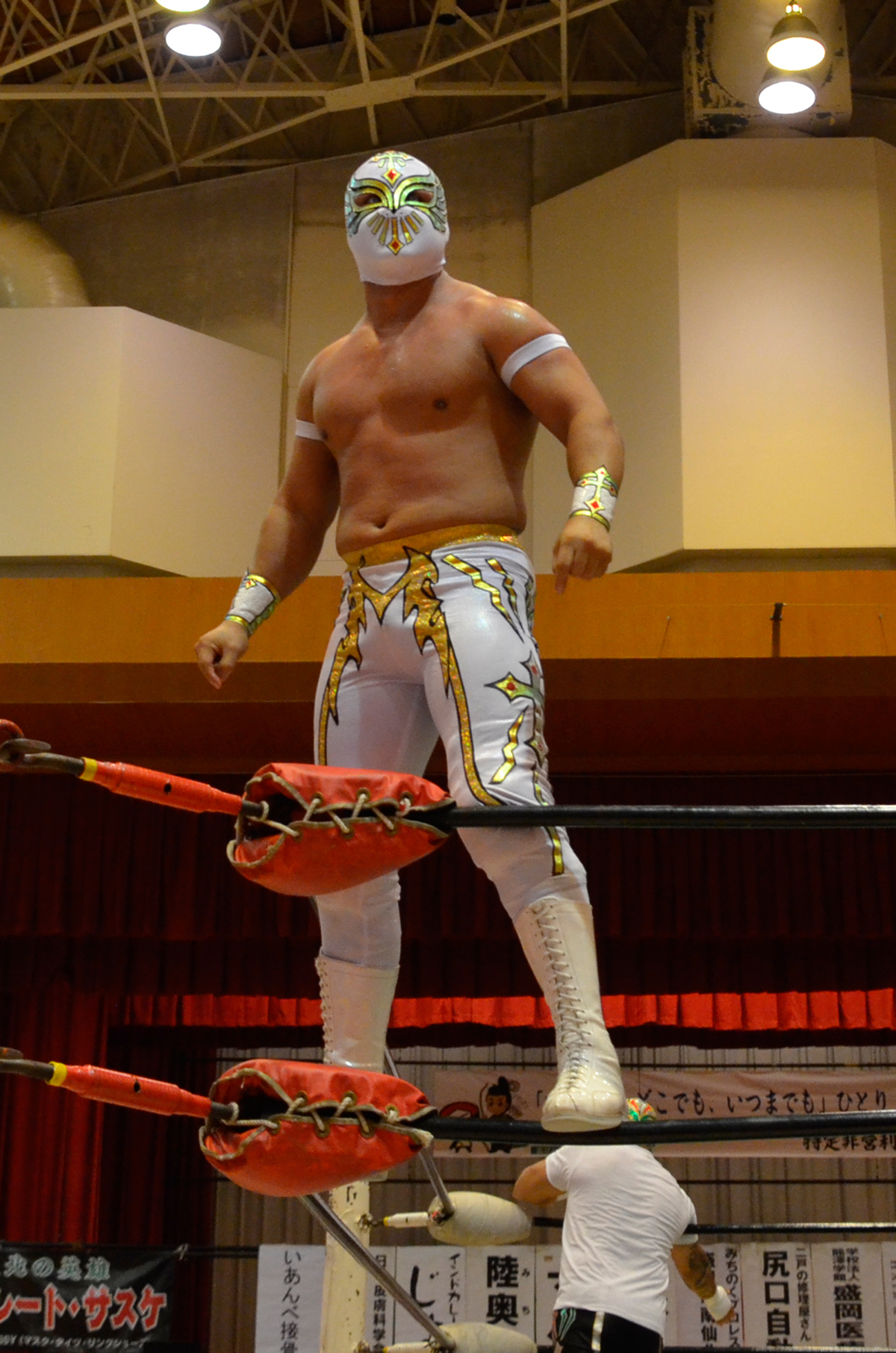
Místico

| Nombre             | Nombre Real                | Notas                                |
| ------------------ | -------------------------- | ------------------------------------ |
| Akira              | Alex Atkisson              |                                      |
| Ariel Dominguez    | Ariel Dominguez            |                                      |
| Bobby Fish         | Robert Fish                |                                      |
| BRG                | Brett Gosselin             |                                      |
| Brock Anderson     | Brock Lunde                |                                      |
| C.W. Anderson      | Christopher Wright         |                                      |
| Donovan Dijak      | Christopher Dijak          |                                      |
| Ikuro Kwon         | Tristen Thai               |                                      |
| Jesús Rodríguez    | Jesus Rodriguez            |                                      |
| Kevin              | Kevin Knight               |                                      |
| Kushida            | Yujiro Kushida             |                                      |
| Mads Krule Krügger | Matthew Waters             |                                      |
| Magnus             | Desconocido                |                                      |
| Matt Riddle        | Matthew Riddle             | Campeón Mundial Peso Pesado de MLW   |
| Matthew Justice    | Matthew Hannan             | Campeón Peso Abierto Nacional de MLW |
| Minoru Suzuki      | Minoru Suzuki              |                                      |
| Místico            | Luis Ignacio Urive Alvirde | Campeón Mundial Peso Ligero de MLW   |
| Mr. Thomas         | Thomas Stintsman           |                                      |
| Paul London        | Paul London                | Productor                            |
| Paul Walter Hauser | Paul Walter Hauser         |                                      |
| Satoshi Kojima     | Satoshi Kojima             | Campeón Mundial en Pareja de MLW     |
| Shigeo Okumura     | Shigeo Okomura             | Campeón Mundial en Pareja de MLW     |
| Star Jr.           | Desconocido                |                                      |
| Tom Lawlor         | Tom Lawlor                 |                                      |

#### Luchadoras

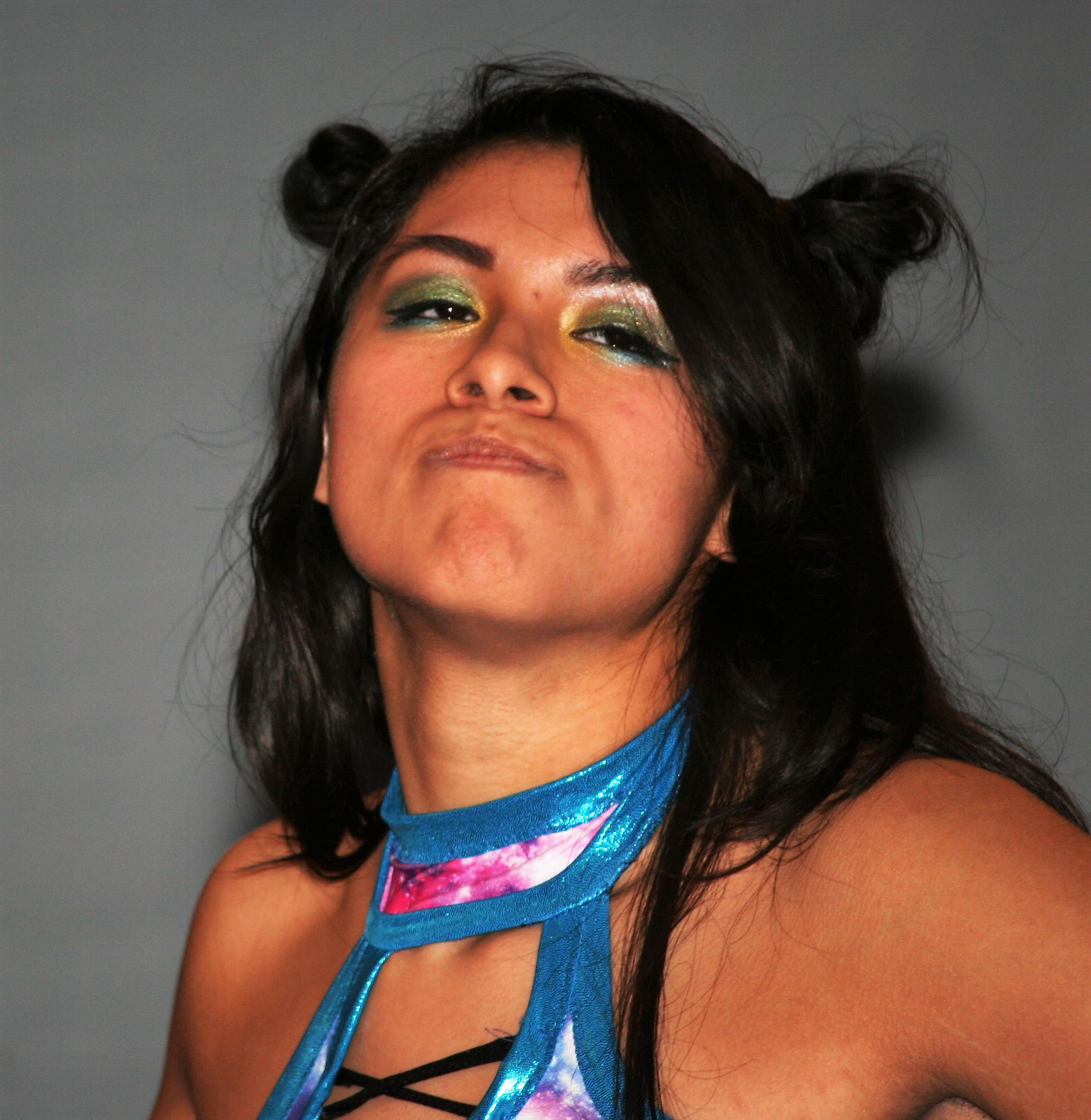
Delmi Exo

| Nombre         | Nombre Real       | Notas                              |
| -------------- | ----------------- | ---------------------------------- |
| Delmi Exo      | Elizabeth Medrano | Campeón Femenino Peso Pluma de MLW |
| Janai Kai      | Janai Ruiz        |                                    |
| Miyu Yamashita | Miyu Yamashita    |                                    |

#### Equipos
| Nombre                | Miembros                        | Notas                             |
| --------------------- | ------------------------------- | --------------------------------- |
| The Andersons         | Brock Anderson & C.W. Anderson  |                                   |
| The Bomaye Fight Club | Alex Kane y Mr. Thomas          |                                   |
| The Contra Unit       | Ikuro Kwon y Mads Krule Krügger |                                   |
| CozyMAX               | Shigeo Okumura y Satoshi Kojima | Campeón Mundial en Parejas de MLW |
| The Filthy Bros       | Matt Riddle y Tom Lawlor        |                                   |

#### Mánager, promotores
| Nombre             | Nombre Real        | Notas                                                                     |
| ------------------ | ------------------ | ------------------------------------------------------------------------- |
| Bill Alfonso       | William Sierra     | Promotor de Matthew Justice                                               |
| César Durán        | Luis Fernández-Gil | Promotor de Azteca Underground                                            |
| Don King           | Donald King        | Promotor de Bomaye Fight Club                                             |
| Saint Laurent      | Jared St. Laurent  | Promotor de World Titan Federation                                        |
| Salina de la Renta | Natalia Class      | Promotor de Promociones Dorado Directora Creativa de la División Femenina |

#### Equipo de transmisión
| Nombre         | Nombre Real         | Notas        |
| -------------- | ------------------- | ------------ |
| Christian Cole | Christian Maldonado | Comentarista |
| Joe Dombrowski | Joe Dombrowski      | Comentarista |